# はちみつ白書
『はちみつ白書』（はちみつはくしょ）は、新井葉月による日本の漫画作品。短編集であり、講談社コミックスなかよしより全1巻が刊行された。

## 概要
『なかよし』（講談社）1999年1月号増刊（ふゆやすみランド）に掲載された。

## 収録作品
表題作の他、以下の読み切りが同時収録されている。
- いばら姫のユウウツ
- ハリネズミのきもち
- 書道のススメ
- はあと通信
- 星の手のひら

## 書誌情報
- 新井葉月 『はちみつ白書』 講談社〈講談社コミックスなかよし〉、全1巻、1999年5月6日第1刷発行、ISBN 4-06-178915-5[1]